# آلکیفه

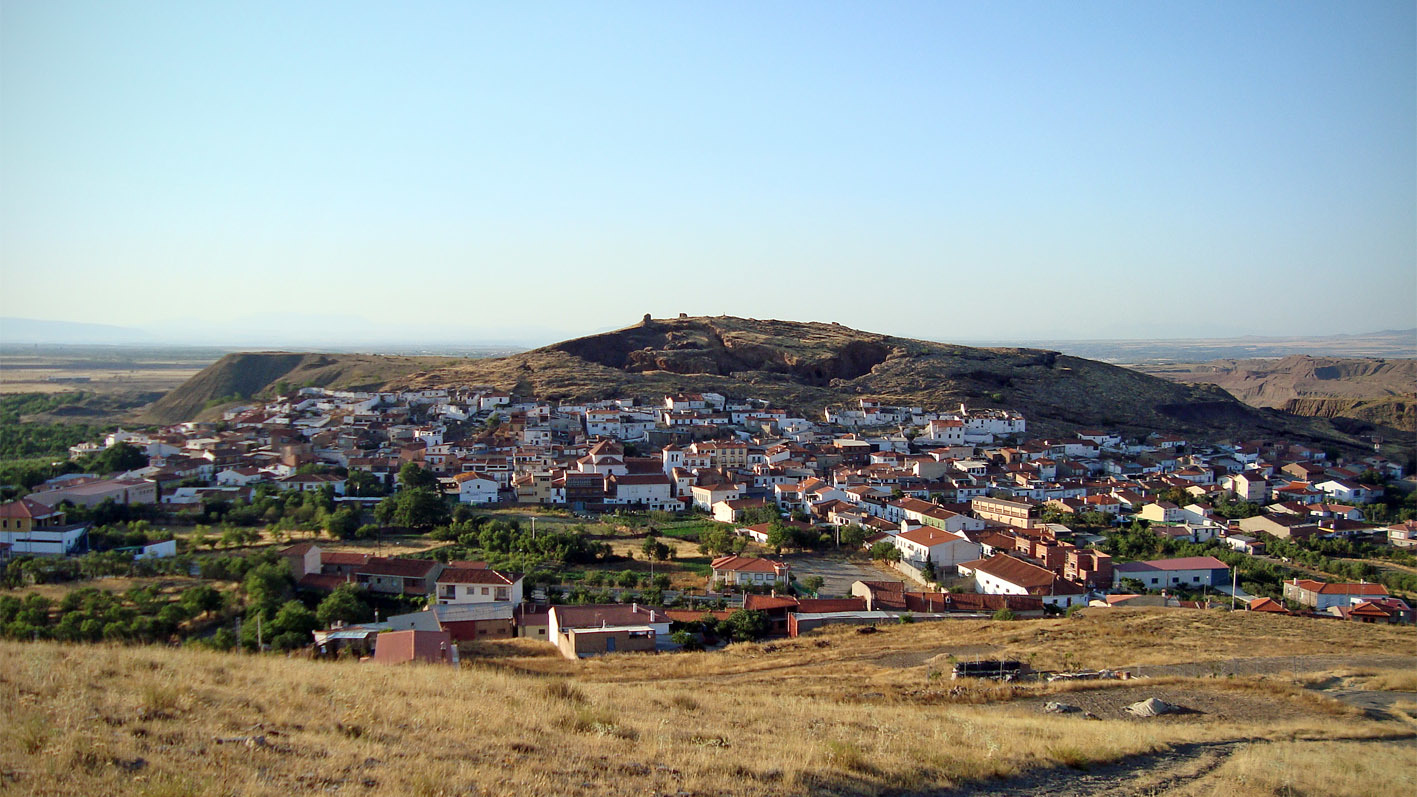
الکویف (2009)

الکویف (به اسپانیایی: Alquife) یک شهرستان در اسپانیا است.